# Sofie Castenschiold
Thora Gerda Sofie Castenschiold (Copenhague, 1 de fevereiro de 1882 - Helsingborg, 30 de janeiro de 1989) foi uma tenista dinamarquesa. Medalhista olímpica de prata em Estocolmo 1912, em simples indoor.